# 北京大学新闻与传播学院
北京大学新闻与传播学院，简称“北大新传院”，是承担北京大学在新闻学与传播学领域，本硕博三个层次的教育与研究任务的一个直屬學院，下設四個系，新聞學系、傳播學系、廣播電視學系、廣告學系。

## 历史

### 发轫
北京大学有悠久的新闻学教育研究历史，有“中国新闻学和新闻教育摇篮”之称。
1918年10月14日，在校长蔡元培的推动下，北京大学成立了中国历史上的第一个新闻学研究团体“北京大学新闻学研究会”，由蔡元培亲任会长，徐宝璜、邵飘萍开展对新闻学的讲解。该会章程规定“校内外人均可入会为会员”，吸引了众多校内师生和社会人士的加入，前后共有一百多位学员参加学习并获证书，其中包括毛泽东、陈公博、罗章龙、高君宇、谭平山、谭植棠。
1919年，北大新闻学研究会出版了中国历史上第一份新闻学期刊《新闻周刊》。同年，徐宝璜撰写了中国历史上第一部新闻学著作《新闻学》。1920年1月24日，北大中国文学系开设了中国历史上第一门新闻学课程，由徐宝璜讲授。然而时局动荡，加之徐宝璜英年早逝，增设新闻学系的构想未能实现。
另一方面，1924年，由美国新闻界发起，在燕京大学（后并入北京大学）成立了新闻系。发起委员会主席是美国密苏里新闻学院院长维廉(Walter Williams)，筹办基金为5万美元。由白瑞华(Roswell S. Brittan)任系主任，纳什(Vernor Nash,又译聂士芬)等任教授。该系于1927年一度停办，但在1929年得到恢复并发展很快。课程设有新闻学原理、编辑、采访、写作、管理、印刷、照相等，被称为"远东方面最新式而设备最完全的新闻学校"。埃德加·斯诺也曾在该系任教，他过世后，后人根据遗嘱，将他的一部分骨灰葬于未名湖畔。

### 调整
1952年，中国高等院校进行院系调整，燕京大学新闻系并入北大中文系，改设编辑专业(后改称新闻专业)。1958年6月，北大中文系新闻专业并入中国人民大学新闻系。1971年，人大被撤消，该校新闻系不复存在，同年9月，北大中文系新闻专业恢复。1977年全国高校恢复招生，北大新闻专业开始正式招生。1978年人大复办，北大新闻专业再次并回人大。

### 重建
20世纪80年代以来，随着传播学的发展，北京大学在国际政治系、中文系、艺术学系分别设立相关专业。
1983年，国际政治系设立国际文化交流专业，招收双学士学生。1986年，在国际政治学硕士点下招收国际文化传播方向研究生。
1984年，中文系开设了编辑学专业。
1995年，艺术学系开设广告学专业。
2001年5月28日，北京大学恢复成立新闻与传播学院，并整合了国际关系学院的传播学专业、信息管理系的编辑学专业、艺术学系的广告学专业。
2008年4月15日，北京大学恢复成立新闻学研究会，校长许智宏任会长。
2013年5月28日，根据中宣部、教育部联合发出的《关于地方党委宣传部门与高等学校共建新闻学院的意见》，新华社与北京大学签约共建新闻与传播学院。

## 历任院长
职务空缺 （2001-2002） 
邵华泽（2002-2013）(荣誉性质，不参与学院实际工作)
陆绍阳（2013-）

## 历任书记
赵为民（2001-2010）
冯支越（2010-2013）
陈刚（2013-）

## 专业
新闻与传播学院在本科生层次，设有新闻学，广播电视学、编辑出版学、广告学专业，统一授予文学学士学位。在研究生层次，设有国际新闻、新闻传播实务、新闻传播史论、国际传播与跨文化交流、大众传播、新媒体与网络传播、广告理论与实务、媒体经营管理、编辑出版学专业。
新闻与传播学院与北大医学部共同开办健康传播专业（硕士研究生）。